# Microtropis
Microtropis är ett släkte av benvedsväxter. Microtropis ingår i familjen Celastraceae.

## Dottertaxa tillMicrotropis, i alfabetisk ordning[1]
- Microtropis apiculata
- Microtropis argentea
- Microtropis beddomei
- Microtropis biflora
- Microtropis bivalvis
- Microtropis chlorocarpa
- Microtropis crassifolia
- Microtropis curranii
- Microtropis daweishanensis
- Microtropis dehuaensis
- Microtropis discolor
- Microtropis elliptica
- Microtropis fallax
- Microtropis fascicularis
- Microtropis fokienensis
- Microtropis gagei
- Microtropis gracilipes
- Microtropis grandifolia
- Microtropis henryi
- Microtropis hexandra
- Microtropis japonica
- Microtropis keningauensis
- Microtropis kinabaluensis
- Microtropis latifolia
- Microtropis longicarpa
- Microtropis longifolia
- Microtropis macrophylla
- Microtropis malipoensis
- Microtropis micrantha
- Microtropis microcarpa
- Microtropis obliquinervia
- Microtropis obscurinervia
- Microtropis oligantha
- Microtropis osmanthoides
- Microtropis ovata
- Microtropis pachyphylla
- Microtropis pallens
- Microtropis paucinervia
- Microtropis petelotii
- Microtropis platyphylla
- Microtropis pyramidalis
- Microtropis ramiflora
- Microtropis reticulata
- Microtropis rhynchocarpa
- Microtropis rigida
- Microtropis sabahensis
- Microtropis sarawakensis
- Microtropis scottii
- Microtropis semipaniculata
- Microtropis shenzhenensis
- Microtropis sphaerocarpa
- Microtropis stocksii
- Microtropis submembranacea
- Microtropis sumatrana
- Microtropis tenuis
- Microtropis tetragona
- Microtropis tetrameris
- Microtropis thyrsiflora
- Microtropis triflora
- Microtropis valida
- Microtropis wallichiana
- Microtropis wui
- Microtropis xizangensis
- Microtropis yunnanensis
- Microtropis zeylanica